# Henk Groot
Henk Groot (Zaandijk, 1938. április 22. – Zaandam, 2022. május 11.) válogatott holland labdarúgó, csatár.

## Pályafutása

### Klubcsapatban
1959 és 1963 között az Ajax, 1963 és 1965 között a Feyenoord, 1965 és 1969 között ismét az Ajax labdarúgója volt. Az 1959–60-as és az 1960–61-es idényben bajnoki gólkirály lett. Az Ajax csapatával négy bajnoki címet és két holland kupagyőzelmet ért el. Tagja volt az 1968–69-es BEK-döntős együttesnek. A Feyenorddal egy bajnoki címet és holland kupagyőzelmet szerzett.

### A válogatottban
1960 és 1969 között 39 alkalommal szerepelt a holland válogatottban és 12 gólt szerzett.

## Sikerei, díjai
Ajax
- Holland bajnokság
  - bajnok (4): 1959–60, 1965–66, 1966–67, 1968–69
  - gólkirály (2): 1959–60, 1960–61
- Holland kupa
  - győztes (2): 1961, 1967
- Bajnokcsapatok Európa-kupája
  - döntős: 1968–69

 Feyenoord
- Holland bajnokság
  - bajnok: 1964–65
- Holland kupa
  - győztes: 1965

## Statisztika

### Mérkőzései a holland válogatottban
| Hollandia | Hollandia            | Hollandia                                   | Hollandia        | Hollandia | Hollandia        | Hollandia     | Hollandia | Hollandia   |
| #         | Dátum                | Helyszín                                    | Hazai            | Eredmény  | Vendég           | Kiírás        | Gólok     | Esemény     |
| --------- | -------------------- | ------------------------------------------- | ---------------- | --------- | ---------------- | ------------- | --------- | ----------- |
| 1.        | 1960. április 3.     | Amszterdam, Olimpiai Stadion                | Hollandia        | 4 – 2     | Bulgária         | barátságos    | 1         | 88'         |
| 2.        | 1960. április 24.    | Antwerpen, Bosuilstadion                    | Belgium          | 2 – 1     | Hollandia        | barátságos    | -         |             |
| 3.        | 1960. május 18.      | Zürich, Letzigrund                          | Svájc            | 3 – 1     | Hollandia        | barátságos    | -         |             |
| 4.        | 1960. június 26.     | Mexikóváros, Estadio Olímpico Universitario | Mexikó           | 3 – 1     | Hollandia        | barátságos    | -         |             |
| 5.        | 1960. június 29.     | Willemstad, Rif Stadion                     | Holland Antillák | 0 – 0     | Hollandia        | barátságos    | -         |             |
| 6.        | 1960. július 3.      | Paramaribo, Suriname Stadion                | Suriname         | 3 – 4     | Hollandia        | barátságos    | -         | 58'         |
| 7.        | 1960. október 2.     | Antwerpen, Bosuilstadion                    | Belgium          | 1 – 4     | Hollandia        | barátságos    | 2         | 43' 89'     |
| 8.        | 1960. október 30.    | Prága, Stadion Letná                        | Csehszlovákia    | 4 – 0     | Hollandia        | barátságos    | -         |             |
| 9.        | 1961. március 22.    | Rotterdam, Feijenoord Stadion               | Hollandia        | 6 – 2     | Belgium          | barátságos    | 2         | 38' 88'     |
| 10.       | 1961. április 19.    | Amszterdam, Olimpiai Stadion                | Hollandia        | 1 – 2     | Mexikó           | barátságos    | -         |             |
| 11.       | 1961. április 30.    | Rotterdam, Feijenoord Stadion               | Hollandia        | 0 – 3     | Magyarország     | vb-selejtező  | -         |             |
| 12.       | 1961. május 14.      | Lipcse, Zentralstadion                      | NDK              | 1 – 1     | Hollandia        | vb-selejtező  | 1         | 63'         |
| 13.       | 1961. október 22.    | Budapest, Népstadion                        | Magyarország     | 3 – 3     | Hollandia        | vb-selejtező  | 1         | 55'         |
| 14.       | 1961. november 12.   | Amszterdam, Olimpiai Stadion                | Hollandia        | 0 – 4     | Belgium          | barátságos    | -         |             |
| 15.       | 1962. április 1.     | Antwerpen, Bosuilstadion                    | Belgium          | 3 – 1     | Hollandia        | barátságos    | -         |             |
| 16.       | 1962. május 9.       | Rotterdam, Feijenoord Stadion               | Hollandia        | 4 – 0     | Észak-Írország   | barátságos    | -         |             |
| 17.       | 1962. május 16.      | Oslo, Ullevaal Stadion                      | Norvégia         | 2 – 1     | Hollandia        | barátságos    | -         |             |
| 18.       | 1962. szeptember 5.  | Amszterdam, Olimpiai Stadion                | Hollandia        | 8 – 0     | Holland Antillák | barátságos    | 3         | 24' 25' 70' |
| 19.       | 1962. szeptember 26. | Koppenhága, Idrætsparken Stadion            | Dánia            | 4 – 1     | Hollandia        | barátságos    | -         |             |
| 20.       | 1962. november 11.   | Amszterdam, Olimpiai Stadion                | Hollandia        | 3 – 1     | Svájc            | NEK-selejtező | 1         | 76'         |
| 21.       | 1963. március 3.     | Rotterdam, Feijenoord Stadion               | Hollandia        | 0 – 1     | Belgium          | barátságos    | -         |             |
| 22.       | 1963. március 31.    | Bern, Wankdorfstadion                       | Svájc            | 1 – 1     | Hollandia        | NEK-selejtező | -         |             |
| 23.       | 1963. április 17.    | Rotterdam, Feijenoord Stadion               | Hollandia        | 1 – 0     | Franciaország    | barátságos    | 1         | 73'         |
| 24.       | 1963. május 2.       | Amszterdam, Olimpiai Stadion                | Hollandia        | 1 – 0     | Brazília         | barátságos    | -         |             |
| 25.       | 1963. szeptember 11. | Amszterdam, Olimpiai Stadion                | Hollandia        | 1 – 1     | Luxemburg        | NEK-selejtező | -         |             |
| 26.       | 1963. október 30.    | Rotterdam, Feijenoord Stadion               | Hollandia        | 1 – 2     | Luxemburg        | NEK-selejtező | -         |             |
| 27.       | 1965. március 17.    | Belfast, Windsor Park                       | Észak-Írország   | 2 – 1     | Hollandia        | vb-selejtező  | -         |             |
| 28.       | 1965. április 7.     | Rotterdam, Feijenoord Stadion               | Hollandia        | 0 – 0     | Észak-Írország   | vb-selejtező  | -         |             |
| 29.       | 1965. október 17.    | Amszterdam, Olimpiai Stadion                | Hollandia        | 0 – 0     | Svájc            | vb-selejtező  | -         |             |
| 30.       | 1967. április 5.     | Lipcse, Zentralstadion                      | NDK              | 4 – 3     | Hollandia        | Eb-selejtező  | -         |             |
| 31.       | 1967. április 16.    | Antwerpen, Bosuilstadion                    | Belgium          | 1 – 0     | Hollandia        | barátságos    | -         |             |
| 32.       | 1967. május 10.      | Budapest, Népstadion                        | Magyarország     | 2 – 1     | Hollandia        | Eb-selejtező  | -         |             |
| 33.       | 1967. szeptember 13. | Amszterdam, Olimpiai Stadion                | Hollandia        | 1 – 0     | NDK              | Eb-selejtező  | -         |             |
| 34.       | 1967. október 4.     | Koppenhága, Idrætsparken Stadion            | Dánia            | 3 – 2     | Hollandia        | Eb-selejtező  | -         |             |
| 35.       | 1968. április 7.     | Amszterdam, Olimpiai Stadion                | Hollandia        | 1 – 2     | Belgium          | barátságos    | -         |             |
| 36.       | 1968. május 30.      | Amszterdam, Olimpiai Stadion                | Hollandia        | 0 – 0     | Skócia           | barátságos    | -         |             |
| 37.       | 1968. október 27.    | Szófia, Levszki-stadion                     | Bulgária         | 2 – 0     | Hollandia        | vb-selejtező  | -         |             |
| 38.       | 1969. március 26.    | Rotterdam, Feijenoord Stadion               | Hollandia        | 4 – 0     | Luxemburg        | vb-selejtező  | -         |             |
| 39.       | 1969. szeptember 7.  | Chorzów, Stadion Śląski                     | Lengyelország    | 2 – 1     | Hollandia        | vb-selejtező  | -         |             |
|           | Összesen             |                                             |                  | 39        | mérkőzés         |               | 12        | gól         |